# توموكي سوزوكي
توموكي سوزوكي (باليابانية: 鈴木 智樹) (مواليد 8 يونيو 1985)، هو لاعب كرة قدم ياباني سابق كان يلعب كلاعب وسط.

## وصلات خارجية
- توموكي سوزوكي على موقع رابطة كرة القدم اليابانية للمحترفين (اليابانية)
- توموكي سوزوكي على موقع قاعدة بيانات كرة القدم.إي يو (الإنجليزية)
- توموكي سوزوكي على موقع عالم كرة القدم.نت (الإنجليزية)